# Alenquer, Pará
Alenquer là một đô thị thuộc bang Pará, Brasil. Đô thị này có diện tích 22282 km², dân số năm 2007 là 52989 người, mật độ 2,38 người/km².